# Fenrir (demon)
 Fenrir (staronorveško: »prebivalec fena«) ali Fenrisúlfr (staronorveško: »Fenrijev volk«), imenovan tudi Hróðvitnir (»slavni volk«) in Vánagandr (»pošast z reke Ván«) ali Vanargand je pošastni volk v nordijski mitologiji. Velik je kot slon in zelo krut.
Fenrir je poleg Hel in kače Jörmungandr otrok Lokija in velikanke Angrboða. Izpričan je v  Poetični Eddi, ki je bila sestavljena v 13. stoletju iz starejših tradicionalnih virov, ter Prozni Eddi in Heimskringli, ki ju je v 13. stoletju zapisal Snorri Sturluson. V obeh Eddah je Fenrir sin Lokija in oče volkov Skölla in Hatija Hróðvitnissona in mu je prerokovano, da bo v dogodkih Ragnaröka ubil boga Odina, nato pa ga bo ubil Odinov sin Víðarr.
V Prozni Eddi so navedene dodatne informacije o Fenrirju, vključno s tem, da so ga bogovi zaradi prerokb, ki so napovedale, da bo Fenrir s svojo hitro rastjo povzročil velike težave, priklenili, ta pa je nato bogu Týru odgriznil desno roko. Strokovnjaki so upodobitev Fenrirja prepoznali na številnih predmetih in v zvezi z njegovo povezanostjo z drugimi pasjimi bitji v nordijski mitologiji predložili številne hipoteze. Fenrir so večkrat pojavi na umetniških upodobitvah in v literaturi.